# Tert-Butylhydrazin
tert-Butylhydrazin ist eine organische Verbindung aus der Gruppe der Hydrazine.

## Herstellung
tert-Butylhydrazin kann durch Hydrolyse von Benzophenon-tert-butylhydrazon gewonnen werden, welches wiederum durch Reaktion von Diphenyldiazomethan mit tert-Butylmagnesiumchlorid zugänglich ist.

## Reaktionen
Mit geeigneten Carbonylverbindungen reagiert tert-Butylhydrazin zu Pyrazolen.

## Verwendung
tert-Butylhydrazin wird in der Synthese von Insektiziden eingesetzt. Die Wirkstoffe aus der Klasse der Dibenzoylhydrazine – Methoxyfenozid, Tebufenozid, Halofenozid, Chromafenozid und Fufenozid – enthalten eine tert-Butylhydrazin-Einheit als zentrales Strukturelement, das essentiell für die Wirkung ist. Die Insektizide, die insbesondere gegen Larven von Schmetterlingen (Lepidoptera) eingesetzt werden, wirken als Agonisten des Ecdyson-Rezeptors und töten die Schädlinge, indem sie eine verfrühte Häutung verursachen. In der Synthese der Wirkstoffe wird das tert-Butylhydrazin mit verschiedenen Carbonsäurechloriden acyliert.
tert-Butylhydrazin ist ein Reduktionsmittel. Da es in hohen Oxidationsstufen vorliegendes Neptunium und Plutonium reduzieren kann, wird es neben vielen anderen Verbindungen als Reagenz für die Wiederaufbereitung von Nuklearbrennstoffen untersucht.

## Externe Links zu erwähnten Verbindungen
1. ↑  Externe Identifikatoren von bzw. Datenbank-Links zu Benzophenon-tert-butylhydrazon:  CAS-Nr.: 24398-53-6, PubChem: 261875, Wikidata: Q82033288.
2. ↑  Externe Identifikatoren von bzw. Datenbank-Links zu Halofenozid:  CAS-Nr.: 112226-61-6, EG-Nr.: 431-600-4, ECHA-InfoCard: 100.102.990, GESTIS: 535936, PubChem: 114994, ChemSpider: 102925, Wikidata: Q27117858.
3. ↑  Externe Identifikatoren von bzw. Datenbank-Links zu Fufenozid:  CAS-Nr.: 467427-80-1, PubChem: 24781705, Wikidata: Q55973963.